# Néstor Mora
Néstor Oswaldo Mora Zárate (* 20. September 1963 in Bogotá; † 20. Februar 1995 in Manizales) war ein kolumbianischer Radrennfahrer.

## Sportliche Laufbahn
Mora war Straßenradsportler und Teilnehmer der Olympischen Sommerspiele 1984 in Los Angeles. Im olympischen Straßenrennen kam er auf den 8. Platz und war damit bester Fahrer aus Südamerika. 1982 siegte er in der Vuelta de la Juventud Colombia (Vuelta a Colombia für Nachwuchsfahrer).
1983 wurde er Berufsfahrer und blieb bis 1995 als Radprofi aktiv. Einige Jahre lang startete er für das spanische Radsportteam Kelme.
1984 siegte er in der nationalen Meisterschaft im Straßenrennen vor Luis Carlos Manrique, 1993 wurde er Dritter im Meisterschaftsrennen. In der Vuelta a Columbia gewann er 1987, 1988, 1990, 1991 und 1993 jeweils eine Etappe. Im Clásico RCN holte er 1987 und 1993 Etappensiege. 1990 gewann er einen Tagesabschnitt in der Vuelta a España. In der Katalonischen Woche 1991 gewann er zwei Etappen. Weitere Erfolge hatte er mit dem Gewinn der Rennen Vuelta a Boyacá 1988 und 1991, Vuelta a Cundinamarca und Clásica de Boyacá 1991 sowie im Clásica a los Puertos 1992. Mora wurde während des Trainings von einem Lastwagen angefahren und starb am 20. Februar 1995 an den Folgen des Unfalls.
Mora bestritt alle Grand Tours.
| Grand Tour            | 1985 | 1986 | 1987 | 1988 | 1989 | 1990 | 1991 | 1992 | 1993 | 1994 |
| --------------------- | ---- | ---- | ---- | ---- | ---- | ---- | ---- | ---- | ---- | ---- |
| Vuelta a EspañaVuelta | –    | 23   | 21   | 42   | 46   | 42   | 29   | 35   | 33   | 60   |
| Giro d’ItaliaGiro     | 67   | –    | –    | –    | –    | –    | –    | –    | 37   | 71   |
| Tour de FranceTour    | 118  | 83   | 63   | –    | –    | 86   | –    | –    | –    | –    |